# 懷特瑪塔車站

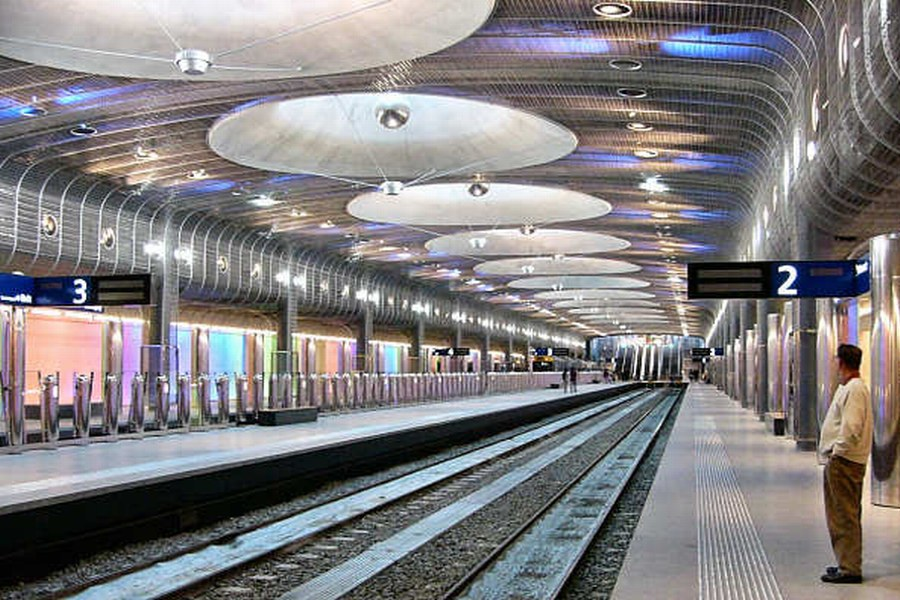
地下月台

懷特瑪特車站（英語：Waitematā railway station），原名布里托瑪特交通中心（英語：Britomart Transport Centre），是紐西蘭最大城市奧克蘭中央商務區的公共交通樞紐，也是北島主幹鐵路線的北端終點站。車站於2003年啟用，由愛德華時代的郵局建築改建而成，擴建後增添了大量現代主義建築元素。車站周圍設有公共汽車站和渡輪站。軌道和月台位於該建築物下方，由於進行大規模翻修，該站曾於2017年至2021年期間關閉。
2023年3月，奧克蘭交通局和奧克蘭市議會向紐西蘭地理委員會提交了聯合提案，該站正式更名為懷特瑪塔車站，以附近的懷特瑪塔港命名。